# Corticotomus apicalis
Corticotomus apicalis là một loài bọ cánh cứng trong họ Trogossitidae. Loài này được Van Dyke miêu tả khoa học năm 1944.